# Cathy Downs
Cathy Downs (ur. 3 marca 1924, zm. 8 grudnia 1976) – amerykańska aktorka filmowa i telewizyjna.

## Filmografia
seriale
- 1954: The Whistler jako Kathy
- 1956: Złamana strzała
- 1959: Rawhide jako Jenny Stone
- 1960: Surfside 6 jako Mavis Fenton

film
- 1946: W matni jako Mari Cathcart
- 1949: Massacre River jako Katherine 'Kitty' Reid
- 1955: The Big Tip Off jako Siostra Mary Joan
- 1957: Zdumiewająco kolosalny człowiek jako Carol Forrest
- 1958: Misja na Księżyc jako June Saxton

## Wyróżnienia
Posiada swoją gwiazdę na Hollywoodzkiej Alei Gwiazd.